# Rhamnus minuta
Rhamnus minuta är en brakvedsväxtart som beskrevs av Valery Ivanovich Grubov. Rhamnus minuta ingår i släktet getaplar, och familjen brakvedsväxter. Inga underarter finns listade i Catalogue of Life.